# Hermannsklippe

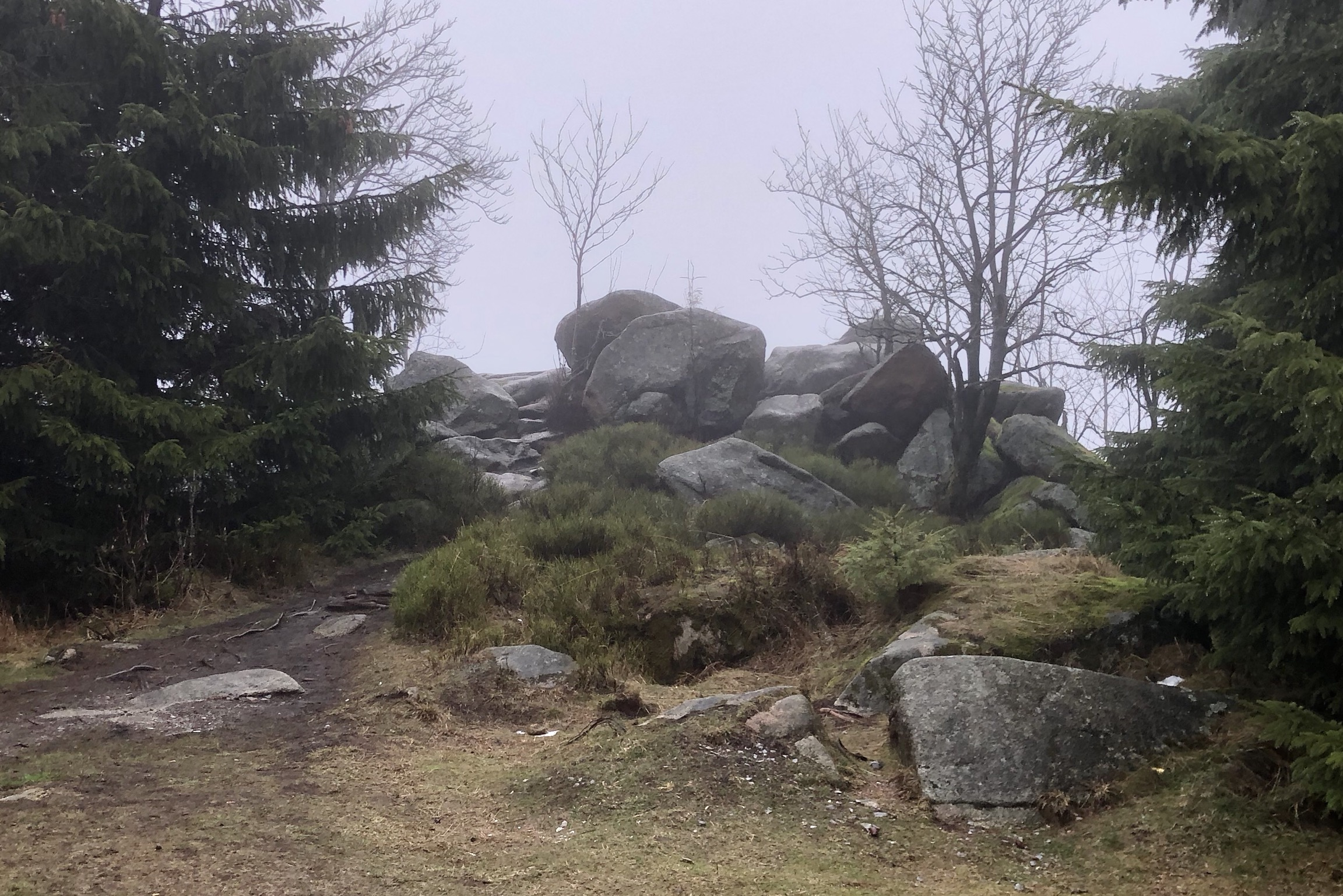
Hermannsklippe, 2018

Die Hermannsklippe ist eine Felsklippe aus Granitgestein im Harz in Sachsen-Anhalt.
Sie erreicht eine Höhe von 747 Metern und befindet sich auf dem Gebiet der Stadt Ilsenburg (Harz) nördlich des Brockens. Unmittelbar südlich der Hermannsklippe führt die Hermannschaussee entlang, die etwas weiter westlich auf den Hirtenstieg einmündet. Die Hermannschaussee ist hier Teil des Heinrich-Heine-Wegs. Von der Hermannschaussee ist die Klippe leicht fußläufig zu erreichen, von ihr bietet sich eine weite Aussicht über den nördlichen Harz und das Harzvorland. Nördlich fällt das Gelände steil ab. Südlich der Hermannsklippe liegt die Plasterstoßklippe, noch weiter südlich der Kleine Brocken. Zum Teil werden auch südlich der Hermannschaussee liegende Felsen als zur Hermannsklippe gehörig angegeben.